# KLM
KLM Royal Dutch Airlines (на нидерландски: Koninklijke Luchtvaart Maatschappij, „Кралска авиационна компания“) е нидерландска авиокомпания, основана през 1919 г. Тя е бившата национална компания на Нидерландия, като от 2004 г. става дъщерна компания на Air France-KLM.

## История
KLM е най-старата авиокомпания, запазила своето първоначално название. Авиокомпанията KLM е основана на 7 октомври 1919 г. Днес тя е най-старата в света компания, изпълняваща редовни полети. От 2004 г. е част от Air France-KLM. Управлението ѝ се намира в Амстелвен, Амстердам, непосредствено до нейното възлово летище Схипхол (на нидерландски: Schiphol). Сливането с Air France през май 2004 г. води до създаването на Air France-KLM, въпреки че вдете компании летят под своите имена.
KLM и нейните партньорски авиокомпании обслужват мрежа от маршрути, свързващи над 360 града в 78 страни на пет континента. KLM се занимава с транспорт на хора и стоки както в границите на Нидерландия, така и в много други страни.
През 2014 г. в компанията са работили 32 685 служители.

## Авиационни произшествия
- На 27 август 1927 г. катастрофира самолет модел Fokker F.VIII недалеч от британския град Севъноукс. В това произшествие загива един от членовете на екипажа[1].
- На 27 март 1977 г. става авиокатастрофа, най-крупномащабната в историята гражданската авиация: два самолета модел Boeing 747 (на авиокомпаниите KLM и Pan American) се сблъскват на пистата на летището Лос Родеос, Тенерифе. В резултат от сблъсъка загиват 583 души.